# Ochrosia lifuana
Ochrosia lifuana är en oleanderväxtart som beskrevs av André Guillaumin. Ochrosia lifuana ingår i släktet Ochrosia och familjen oleanderväxter. Inga underarter finns listade i Catalogue of Life.